# 卡希區
卡希區是阿塞拜疆的一個區，位於該國北部，西鄰格魯吉亞，東鄰俄羅斯達吉斯坦共和國。面積1,494平方公里，1993年人口52,517人。首府卡希。
1921年劃歸阿塞拜疆，1930年設區。